# Embajada de Filipinas en Argentina
La Embajada de Filipinas en Argentina es la máxima representación diplomática de la República de Filipinas en la República Argentina. Fue establecida en 1949 como la primera misión diplomática filipina en América Latina, y su sede está situada en el barrio de San Benito, parte de Palermo en el norte de Buenos Aires.

## Historia
El 21 de agosto de 1948 Filipinas y Argentina establecieron sus relaciones diplomáticas con una misión encabezada por Narciso Ramos como ministro y Manuel Escudero como primer secretario y cónsul general, ambos nombrado por Elpidio Quirino. Se estableció después una legación, la primera misión diplomática filipina en América Latina, el 4 de abril de 1949 con sede en una habitación del Plaza Hotel.
En 1960 se elevó a la categoría de embajada la legación con el nombramiento de Pedro Gil, nombrado cuatro años antes como ministro por Ramón Magsaysay, el sucesor de Quirino, para desempeñar el cargo de embajador de Filipinas a Argentina.
Los miembros de la Central de Trabajadores de la Argentina Autónoma (CTA-A) organizaron en 2018 una manifestación en el exterior de la embajada contra la administración Duterte y su política laboral "antitrabajadora".

## Sede
A partir del año 2012 la Embajada de Filipinas en Argentina ha sido situado en dos edificios notables.